# Kaland

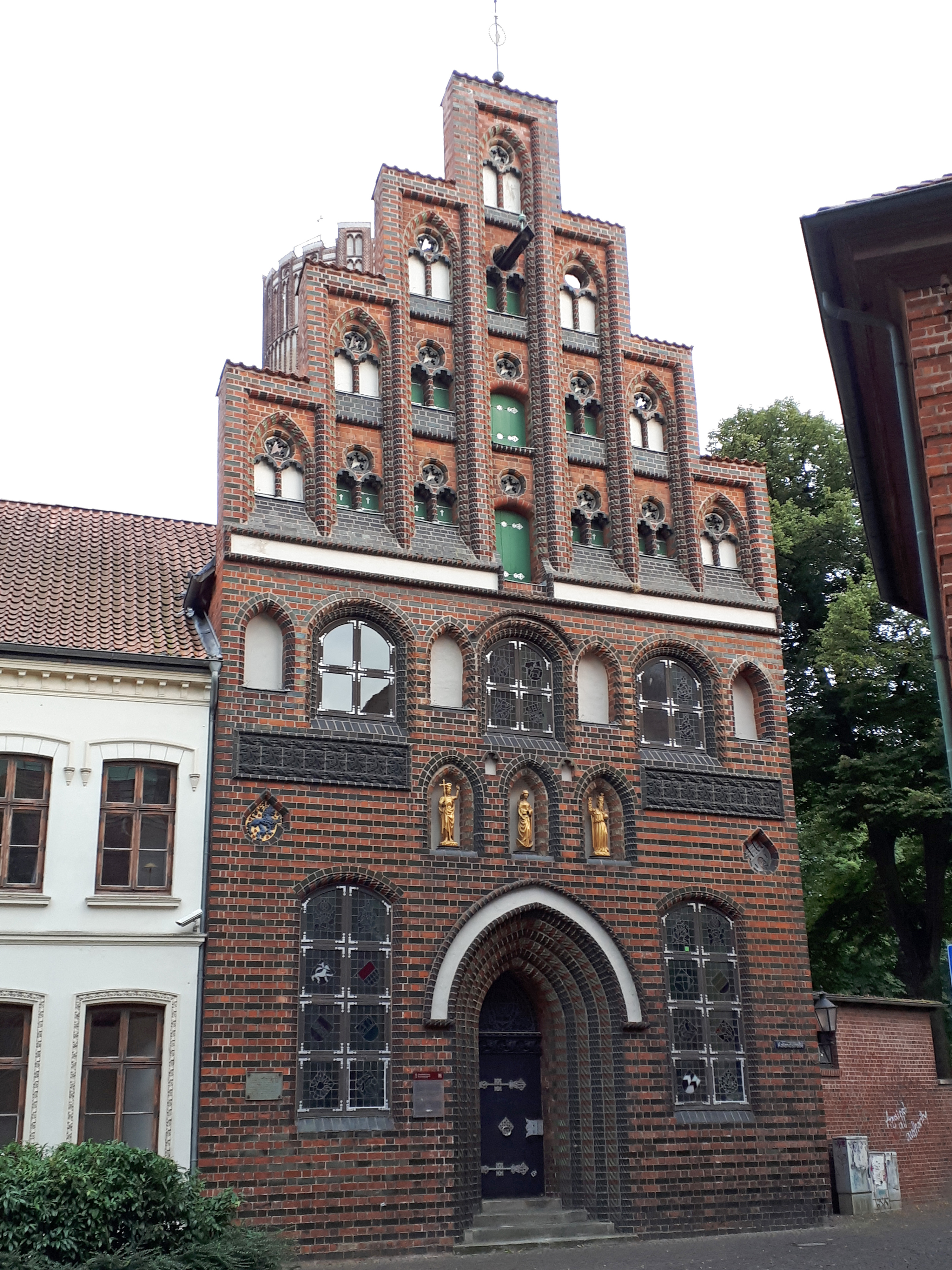
Kalandhaus in Lüneburg

Kaland (Kalandsbruderschaften) ist die Bezeichnung für Bruderschaften von Geistlichen und Laien, die im Mittelalter in vielen nordwestdeutschen Städten verbreitet waren. Das Wort Kaland ist von dem lateinischen Wort „kalendae“ abgeleitet. Es bedeutet den ersten Tag eines Monats und bezieht sich auf den Brauch der Mitglieder eines Kalands, sich regelmäßig zum Gottesdienst an diesem Tag zu treffen.
Zweck der Zusammenkünfte des Kalands war die Abhaltung von Gottesdiensten und die gemeinsame Verrichtung wohltätiger Werke. Die Kalande gedachten außerdem gemeinschaftlich ihrer verstorbenen Mitglieder (memoria). Die Treffen wurden mit einer reichhaltigen Mahlzeit beendet.

## Geschichte
In vielen Städten besaßen die Bruderschaften eigene Häuser für ihre Treffen. Bereits 1437 wird in Lüneburg „des kalandes hus“ erwähnt, nach dem die dortige Kalandstraße benannt ist. Das heute noch erhaltene Kalandhaus in der Kalandstraße 12 wurde wohl um 1480/91 von der Kalandsbrüderschaft erbaut. 1491 wurde dem Warburger Kaland ein ehemaliger Adelshof, die Curia Romana gestiftet. 1541 bestand in Geithain eine „Kalandstube“ an der Nikolaikirche, die noch heute im Museum des Pfarrhauses zu besichtigen ist.
Im späten Mittelalter wurden mit dem wachsenden Wohlstand der Mitglieder die Treffen immer üppiger. Dadurch wandelte sich die Kurzbezeichnung „Kaland“ über „Kolund“ schließlich zu „Kohlhund“, einem Schimpfwort für „Zechbruder“ oder „Prasser“. In der Reformationszeit kam es zu wachsender Kritik an dem Verhalten der Kalandsbruderschaften und führte in protestantischen Ländern zu deren Auflösung. Davon berichtet auch eine unter der Ägide des Leipziger Professors Joachim Feller (1638–1691) verfasste Dissertation: „Die Calender aber waren Häuser, darinnen die Geistlichen Bier ausschencken liessen, und da die geistlichen Fratres ihre Zechen zu halten pflegten. Daher man noch immer von den Trunckenbolden zu sagen pfleget: Er calendert die gantze Woche hindurch“.
Im katholisch gebliebenen Westfalen ging ein Drittel der Bruderschaften erst im 19. und 20. Jahrhundert ein. Der Große Kaland in Münster und der Kaland in Neuenheerse bestehen noch heute. Der Kaland in Meschede wurde 2023 wiederbegründet. 
In Lübeck gibt es noch eine Kaland-Schule und einen Kalandsgang (Hundestr. 31).
In Alt-Berlin erfolgte die Gründung der dort auch Kalandsorden oder Elendsgilde genannten Gemeinschaft im Jahr 1344 durch Ludwig I. Das Versammlungshaus stand in der Nähe der Marienkirche (später Klosterstraße Nummer 92). Die Gemeinschaft war eine sehr einflussreiche und weit verzweigte Brüderschaft von Geistlichen und Laien. Zweck war die gegenseitige Förderung und Unterstützung sowie die Betreuung Hilfsbedürftiger und Reisender. Verschiedene Straßen Berlins trugen den Namen Kaland oder Elendsgilde.

## Bekannte Kalandsbruderschaften
Das Datum bezeichnet die jeweils früheste urkundliche Erwähnung. Die Gründung kann jedoch früher erfolgt sein.
| - Ottbergen (1226) - Laer (1279) - Bechlin (Neuruppin) (um 1291) - Teltow (vor 1300) - Brandenburg an der Havel (1300) - Göttingen (1305) - Lüneburg (1306 urkundlich belegt, ab 1415 „fraternitas Kalendarum sancti Spiritus et beate Marie virginis in ecclesia s.Johannis in Luneborgh“) - Celle (1310) - Spandau (1313 erstmals erwähnt, 1358 mit dem Kaland von Bernau und anderen zu einem Kaland zusammengefasst). - Münster (1315) - Meschede (1323) - Salzwedel (1331) Großer Kaland und Kleiner Kaland. - Alt-Berlin (Anfang 14. Jahrhundert) - Frankenberg (Eder) (1337) - Wiedenbrück (30. November 1343) - Bernau bei Berlin (1345) - Neuenheerse (1350) - Braunschweig (1372) - Bernburg (Saale) (1375) - Dessau (1385) | - Marburg (1417 urkundlich belegt) - Warendorf (1417) - Werl (1419 bei der Beurkundung von Rechtsgeschäften. In der Propsteikirche ist der Altar der Kalandsbrüder erhalten.) - Brilon (1431) - Beckum (1455) - Roßwein (1460), (Altar und Brüderschaft Unser lieben Frauen Calendarum) - Warburg (1491) - Wriezen (1498) - Neuruppin (1525) ehemaliges Kalandhaus in der Poststraße - Geithain (1541) - Calenberger Neustadt, anfänglich in der Burgkapelle St. Galli (?) - Chemnitz (?) (dort auch Constabelgesellschaft genannt) - Herford (?) - Lauenburg (?) - Zwickauer Dom (?) - Brakel (?) |